# 三木善彦
三木 善彦（みき よしひこ、1941年7月16日 - 2018年6月24日）は、日本の臨床心理学者。臨床心理士。文学修士。大阪大学名誉教授。専門は、臨床心理学・内観療法・犯罪被害者の心理学。京都府生まれ。

## 経歴
- 大阪大学文学部卒業、大阪大学大学院博士課程単位取得退学[1]。
- 大阪大学の修士課程の論文に吉本伊信の内観法を取り上げ、それ以来内観療法の心理学的研究を続けている。内観経験者に対するP-Fスタディや内観前後の矢田部・ギルフォード・テストなどで内観の効果を実証している。
- 四天王寺国際仏教大学助教授、神戸芸術工科大学教授、大阪大学大学院人間科学研究科教授、2003年神戸松蔭女子学院大学人間科学部教授を経て、2006年より帝塚山大学心理福祉学部心理学科教授・こころのケアセンター長。
- 1978年、指宿竹元病院院長・竹元隆洋とともに日本内観学会を設立、第一回大会を京都で開催。
- 長年にわたり読売新聞の人生相談を担当した。妻･三木潤子とともに「奈良内観研修所」を主宰。

## 特技
手品。また、その口上が絶妙。また、詩吟の心得があり、万葉集の歌にメロディーをつけて披露する。

## 学会
- 日本内観学会顧問。

## 著書
- 「内観療法入門―日本的自己探求の世界」創元社
- 「内観ワーク―心の不安を癒して幸せになる 」三木潤子と共著　二見書房
- 「内観療法 (心理療法プリマーズ)」編著　ミネルバ書房
- 「日本の心理療法―その特質と実際」黒木賢一と共著　朱鷺書房
- 「忘れていた“心の宝”と出会える本」同朋舎
- 「カウンセラーの仕事」朱鷺書房

ほか